# Campeonato Europeu de Futebol Sub-21 de 1984
O Campeonato Europeu de Futebol Sub-21 de 1984 foi a quarta edição do Campeonato Europeu de Futebol Sub-21.
A fase de qualificação durou de 1982 a 1984, na qual participaram 30 selecções.
As 30 equipas nacionais foram divididos em oito grupos (seis grupos de quatro e dois grupos de três). O vencedor de cada grupo entrou numa fase de play-off, em jogos de duas mãos, até o vencedor ficar decidido. Não houve uma fase final do campeonato sediada nem disputa de 3 º lugar.
O "Patricio", de autoria de Raul de Carvalho, foi a mascote que representou Portugal no Europeu de 1984, tendo sido esta a pensar no povo português que já nessa época tinha emigrado para França.

## Fases finais
|  | Quartas de final | Quartas de final | Quartas de final | Quartas de final |         |            | Semifinais | Semifinais | Semifinais |  |         | Final | Final | Final |
|  |                  |                  |                  |                  |         |            |            |            |            |  |         |       |       |       |
|  | 1                | Inglaterra       | 6                | 1                |         |            |            |            |            |  |         |       |       |       |
|  | 8                | França           | 1                | 0                |         |            |            |            |            |  |         |       |       |       |
|  | 8                | França           | 1                | 0                |         | Inglaterra | 3          | 0          |            |  |         |       |       |       |
|  |                  |                  |                  |                  |         | Inglaterra | 3          | 0          |            |  |         |       |       |       |
|  |                  | Itália           | 1                | 1                |         |            |            |            |            |  |         |       |       |       |
|  | 4                | Itália           | 1                | 1                | Escócia | 2          | 1          |            |            |  |         |       |       |       |
|  | 4                |                  |                  |                  | Escócia | 2          | 1          |            |            |  |         |       |       |       |
|  | 5                | Iugoslávia       | 1                | 3                |         |            |            |            |            |  |         |       |       |       |
|  | 5                | Iugoslávia       | 1                | 3                |         |            |            |            |            |  | Espanha | 0     | 0     |       |
|  |                  |                  |                  |                  |         |            |            |            |            |  | Espanha | 0     | 0     |       |
|  |                  | Inglaterra       | 1                | 2                |         |            |            |            |            |  |         |       |       |       |
|  | 3                | Inglaterra       | 1                | 2                | Albânia | 0          | 0          |            |            |  |         |       |       |       |
|  | 3                |                  |                  |                  | Albânia | 0          | 0          |            |            |  |         |       |       |       |
|  | 6                | Itália           | 1                | 1                |         |            |            |            |            |  |         |       |       |       |
|  | 6                | Itália           | 1                | 1                |         | Iugoslávia | 0          | 0          |            |  |         |       |       |       |
|  |                  |                  |                  |                  |         | Iugoslávia | 0          | 0          |            |  |         |       |       |       |
|  |                  | Espanha          | 1                | 2                |         |            |            |            |            |  |         |       |       |       |
|  | 2                | Espanha          | 1                | 2                | Polónia | 2          | 1          |            |            |  |         |       |       |       |
|  | 2                |                  |                  |                  | Polónia | 2          | 1          |            |            |  |         |       |       |       |
|  | 7                | Espanha          | 2                | 4                |         |            |            |            |            |  |         |       |       |       |
|  | 7                | Espanha          | 2                | 4                |         |            |            |            |            |  |         |       |       |       |

### Quartos-finais

#### 1ª Mão
| 28 de Fevereiro de 1984 | Inglaterra | 6 - 1 | França | Sheffield |
|                         |            |       |        |           |

| 14 de Março de 1984 | Escócia | 2 - 1 | Iugoslávia | Aberdeen |
|                     |         |       |            |          |

| 14 de Março de 1984 | Albânia | 0 - 1 | Hungria | Tirana |
|                     |         |       |         |        |

| 21 de Março de 1984 | Polónia | 2 - 2 | Espanha | Opole |
|                     |         |       |         |       |

#### 2ª Mão
| 28 de Março de 1984 | França | 0 - 1 | Inglaterra | Rouen |
|                     |        |       |            |       |

| 4 de Abril de 1984 | Iugoslávia | 3 - 1 | Escócia | Belgrado |
|                    |            |       |         |          |

| 4 de Abril de 1984 | Itália | 1 - 0 | Albânia | Bréscia |
|                    |        |       |         |         |

| 11 de Abril de 1984 | Espanha | 4 - 1 | Polónia | Zaragoza |
|                     |         |       |         |          |

### Meias-finais

#### 1ª Mão
| 18 de Abril de 1984 | Inglaterra | 3 - 1 | Itália | Manchester |
|                     |            |       |        |            |

| 25 de Abril de 1984 | Iugoslávia | 0 - 1 | Espanha | Belgrado |
|                     |            |       |         |          |

#### 2ª Mão
| 2 de Maio de 1984 | Itália | 0 - 1 | Inglaterra | Florença |
|                   |        |       |            |          |

| 2 de Maio de 1984 | Espanha | 2 - 0 | Iugoslávia | Málaga |
|                   |         |       |            |        |

### Final

#### 1ª Mão
| 17 de Maio de 1984 | Espanha | 2 - 1 | Inglaterra | Sevilha |
|                    |         |       |            |         |

#### 2ª Mão
| 24 de Maio de 1984 | Inglaterra | 2 - 1 | Espanha | Sheffield |
|                    |            |       |         |           |

## Resultado
| Campeonato Europeu Sub-21 de 1984 Campeões |
| ------------------------------------------ |
| Inglaterra Sub-21 2º Título                |